# Бењон (Морбијан)
Бењон (фр. Beignon) насеље је и општина у северозападној Француској у региону Бретања, у департману Морбијан која припада префектури Ван.
По подацима из 2011. године у општини је живело 1738 становника, а густина насељености је износила 69,88 становника/km². Општина се простире на површини од 24,87 km². Налази се на средњој надморској висини од 116 метара (максималној 212 m, а минималној 52 m).

## Демографија
| 1962. | 1968. | 1975. | 1982. | 1990. | 1999. | 2011. |
| ----- | ----- | ----- | ----- | ----- | ----- | ----- |
| 580   | 701   | 711   | 611   | 712   | 818   | 1.738 |

График промене броја становника у току последњих година